# Metalobosia anitras
Metalobosia anitras är en fjärilsart som beskrevs av Paul Dognin 1891. Metalobosia anitras ingår i släktet Metalobosia och familjen björnspinnare. Inga underarter finns listade i Catalogue of Life.